# Berni Rodríguez
Bernardo Rodríguez Arias ou Berni Rodríguez (Málaga, 7 de junho de 1980) é um ex-basquetebolista profissional espanhol.  O atleta possui 1,97m e pesa 92kg, atuando como armador. Vestindo a camisa da seleção espanhola sagrou-se campeão do mundo em 2006 no Japão e as medalhas de prata no Jogos Olímpicos de Pequim 2008 e no EuroBasket 2007.
O Unicaja Malaga, clube o qual Berni disputou 683 partidas oficiais, aposentou a camisa 5 de sua indumentária que foi o número que este usou deste as categorias de base.

## Títulos

### Unicaja Málaga
- Campeão da Liga ACB 2005-06
  - Vice-campeão da Liga ACB 2001-02
- Campeão da Copa Korać de 2000-01
  - Vice-campeão da Copa Korać 1999-2000
- Campeão da Copa do Rei de 2005
  - Vice-campeão da Copa do Rei de 2009
- Finalista da Supercopa Endesa de 2001